# Cathorops dasycephalus
Cathorops dasycephalus és una espècie de peix de la família dels àrids i de l'ordre dels siluriformes.

## Morfologia
Els mascles poden assolir els 29 cm de llargària total.

## Distribució geogràfica
Es troba al vessant pacífic de Centreamèrica.